# Eupithecia biviridata
Eupithecia biviridata là một loài bướm đêm trong họ Geometridae.